# Coupe de la Ligue française féminine de handball 2011-2012
Navigation
Coupe de la Ligue 2010-2011 Coupe de la Ligue 2012-2013
La Coupe de la Ligue féminine de handball 2011-2012 est la 10e édition de la Coupe de la Ligue française féminine de handball. Elle se déroule du 5 novembre au 30 décembre 2011, la phase finale ayant eu lieu au Havre.
Cette compétition est remportée par Arvor 29-Pays de Brest qui après avoir éliminé le tenant du titre, Metz Handball en quart de finale et le club du CJF Fleury Loiret Handball en demi-finale s'est offert la coupe en battant le club de Mios-Biganos HB en finale sur le score de 30 à 27. 

## Présentation

### Modalités
Cette compétition à élimination directe oppose les dix clubs du Championnat de France féminin de handball 2011-2012. Les quatre derniers de la précédente saison (il n'y a pas de promu) débutent dans un tour préliminaire disputé en match aller-retour dont les 2 vainqueurs rejoignent en quart de finale les six autres équipes du Championnat.

### Calendrier
| Tour                       | Nom                              | Date           | Participants |
| Tours préliminaires (2011) |                                  |                |              |
| 1                          | Huitièmes de finale              | 5 / 9 novembre | 4            |
| Phase finale (2011)        |                                  |                |              |
| 1                          | Quarts de finale                 | 28 décembre    | 8            |
| 2                          | Demi-finales                     | 29 décembre    | 4            |
| 3                          | Finale au Dock Océane (Le Havre) | 30 décembre    | 2            |

## Résultats

### Tour préliminaire
Le tour préliminaire a eu lieu les 5 (aller) et 9 novembre 2011 (retour). Quatre équipes participent à ce tour : Besançon, Arvor 29-Pays de Brest, Issy Paris et Dijon.
| Équipe 1           | Score   | Équipe 2               | Aller   | Retour  |
| ------------------ | ------- | ---------------------- | ------- | ------- |
| ES Besançon        | 44 – 58 | Arvor 29-Pays de Brest | 23 – 28 | 21 – 30 |
| Dijon Bourgogne HB | 38 – 61 | Issy Paris Hand        | 17 – 32 | 19 – 29 |

### Phase finale
|  | Quarts de finale                                    | Quarts de finale                                |                        |    | Demi-finales                                    | Demi-finales                                    |  |  | Finale                                          | Finale                                          |
|  | Quarts de finale                                    | Quarts de finale                                |                        |    | Demi-finales                                    | Demi-finales                                    |  |  | Finale                                          | Finale                                          |
|  |                                                     |                                                 |                        |    |                                                 |                                                 |  |  |                                                 |                                                 |
|  | 28 décembre 2011 à 20h00, Lisieux                   | 28 décembre 2011 à 20h00, Lisieux               |                        |    | 29 décembre 2011 à 18h00, Dock Océane, Le Havre | 29 décembre 2011 à 18h00, Dock Océane, Le Havre |  |  | 30 décembre 2011 à 18h30, Dock Océane, Le Havre | 30 décembre 2011 à 18h30, Dock Océane, Le Havre |
|  | 28 décembre 2011 à 20h00, Lisieux                   | 28 décembre 2011 à 20h00, Lisieux               |                        |    | 29 décembre 2011 à 18h00, Dock Océane, Le Havre | 29 décembre 2011 à 18h00, Dock Océane, Le Havre |  |  | 30 décembre 2011 à 18h30, Dock Océane, Le Havre | 30 décembre 2011 à 18h30, Dock Océane, Le Havre |
|  | Metz HB                                             | 22                                              |                        |    | 29 décembre 2011 à 18h00, Dock Océane, Le Havre | 29 décembre 2011 à 18h00, Dock Océane, Le Havre |  |  | 30 décembre 2011 à 18h30, Dock Océane, Le Havre | 30 décembre 2011 à 18h30, Dock Océane, Le Havre |
|  | Metz HB                                             | 22                                              |                        |    | 29 décembre 2011 à 18h00, Dock Océane, Le Havre | 29 décembre 2011 à 18h00, Dock Océane, Le Havre |  |  | 30 décembre 2011 à 18h30, Dock Océane, Le Havre | 30 décembre 2011 à 18h30, Dock Océane, Le Havre |
|  | Arvor 29-Pays de Brest                              | 26                                              |                        |    | 29 décembre 2011 à 18h00, Dock Océane, Le Havre | 29 décembre 2011 à 18h00, Dock Océane, Le Havre |  |  | 30 décembre 2011 à 18h30, Dock Océane, Le Havre | 30 décembre 2011 à 18h30, Dock Océane, Le Havre |
|  | Arvor 29-Pays de Brest                              | 26                                              | Arvor 29-Pays de Brest | 31 |                                                 |                                                 |  |  | 30 décembre 2011 à 18h30, Dock Océane, Le Havre | 30 décembre 2011 à 18h30, Dock Océane, Le Havre |
|  | 28 décembre 2011 à 20h00, Flers                     |                                                 | Arvor 29-Pays de Brest | 31 |                                                 |                                                 |  |  | 30 décembre 2011 à 18h30, Dock Océane, Le Havre | 30 décembre 2011 à 18h30, Dock Océane, Le Havre |
|  |                                                     | CJF Fleury Loiret                               | 28                     |    |                                                 |                                                 |  |  | 30 décembre 2011 à 18h30, Dock Océane, Le Havre | 30 décembre 2011 à 18h30, Dock Océane, Le Havre |
|  | Toulon St-Cyr VHB                                   | CJF Fleury Loiret                               | 28                     | 32 |                                                 |                                                 |  |  | 30 décembre 2011 à 18h30, Dock Océane, Le Havre | 30 décembre 2011 à 18h30, Dock Océane, Le Havre |
|  | Toulon St-Cyr VHB                                   |                                                 |                        | 32 |                                                 |                                                 |  |  | 30 décembre 2011 à 18h30, Dock Océane, Le Havre | 30 décembre 2011 à 18h30, Dock Océane, Le Havre |
|  | CJF Fleury Loiret                                   | 37                                              |                        |    |                                                 |                                                 |  |  | 30 décembre 2011 à 18h30, Dock Océane, Le Havre | 30 décembre 2011 à 18h30, Dock Océane, Le Havre |
|  | CJF Fleury Loiret                                   | 37                                              | Arvor 29-Pays de Brest | 30 |                                                 |                                                 |  |  |                                                 |                                                 |
|  | 28 décembre 2011 à 20h00, Saint-Nicolas-d'Aliermont |                                                 | Arvor 29-Pays de Brest | 30 |                                                 |                                                 |  |  |                                                 |                                                 |
|  |                                                     | Mios-Biganos HB                                 | 27                     |    |                                                 |                                                 |  |  |                                                 |                                                 |
|  | HBC Nîmes                                           | Mios-Biganos HB                                 | 27                     | 30 |                                                 |                                                 |  |  |                                                 |                                                 |
|  | HBC Nîmes                                           | 29 décembre 2011 à 20h30, Dock Océane, Le Havre |                        | 30 |                                                 |                                                 |  |  |                                                 |                                                 |
|  | Mios-Biganos HB                                     | 32                                              |                        |    |                                                 |                                                 |  |  |                                                 |                                                 |
|  | Mios-Biganos HB                                     | 32                                              | Mios-Biganos HB        | 27 |                                                 |                                                 |  |  |                                                 |                                                 |
|  | 28 décembre 2011 à 20h00, Dock Océane, Le Havre     |                                                 | Mios-Biganos HB        | 27 |                                                 |                                                 |  |  |                                                 |                                                 |
|  |                                                     | Le Havre HB                                     | 23                     |    |                                                 |                                                 |  |  |                                                 |                                                 |
|  | Le Havre HB                                         | Le Havre HB                                     | 23                     | 30 |                                                 |                                                 |  |  |                                                 |                                                 |
|  | Le Havre HB                                         |                                                 |                        | 30 |                                                 |                                                 |  |  |                                                 |                                                 |
|  | Issy Paris Hand                                     | 17                                              |                        |    |                                                 |                                                 |  |  |                                                 |                                                 |
|  | Issy Paris Hand                                     | 17                                              |                        |    |                                                 |                                                 |  |  |                                                 |                                                 |

Les quarts de finale ont été marqués par plusieurs surprises : les tenantes messines ont été sorties par Arvor, les outsiders Toulon et Nîmes ont été respectivement éliminés par Fleury-les-Aubrais et Mios et Issy Paris, alors leader du Championnat, a été balayé par les hôtesses havraises 30 à 17 (mi-temps 14-4). En demi-finale, l'hôte de la compétition, Le Havre, subit une énorme désillusion en étant éliminé par Mios, toujours en lice pour récolter un troisième titre majeur en quatre ans, tandis que Brest élimine Fleury (31-28). En finale, l'Arvor 29-Pays de Brest s'impose 30 à 27 contre Mios grâce notamment à une Alexandra Lacrabère survoltée et remporte son premier titre national,.